# Birmingport
Birmingport, auch als Port Birmingham bekannt, ist ein Ort im Jefferson County im Bundesstaat Alabama in den Vereinigten Staaten.

## Geographie
Birmingport liegt im Zentrum Alabamas im Süden der Vereinigten Staaten, wenige Kilometer östlich des Bankhead Lake und unmittelbar an dessen Nebenfluss Locust Fork. Birmingport liegt etwa 50 Kilometer südlich des 733 Quadratkilometer großen William B. Bankhead National Forest.
Nahegelegene Orte sind unter anderem Sylcvan Springs (5 km südöstlich), Maytown (9 km östlich), Adamsville (11 km östlich) und Mulga (12 km östlich).

## Geschichte
Der Name setzt sich aus Birmingham und port (deutsch: Hafen) zusammen. Der Ort erhielt ihn, da er zur Zeit der Gründung als Frischwasseranschluss für das nahegelegene Birmingham diente. 1920, zeitgleich mit der Errichtung des Ortes durch die Port of Birmingham Company, wurde ein Postamt eröffnet. 1986 wurde Birmingport der Stadt Birmingham angegliedert, womit Letzteres zur Hafenstadt wurde. Heute wird Birmingport wegen seiner Lage am Wasserweg eine große Bedeutung für Stadt und Region zugeschrieben, da er über den Black Warrior River, den Tombigbee River und den Mobile River einen direkten Wasserweg in den Golf von Mexiko bildet.

## Verkehr
Birmingport liegt unmittelbar an der Alabama State Route 269, die im Süden einen Anschluss an den Interstate 59 herstellt.
Etwa 30 Kilometer östlich der Ortschaft befindet sich der Birmingham-Shuttlesworth International Airport.